# Giuseppe Bellisario
Giuseppe Bellisario (Licata, 14 aprile 1902 – Ispica, 1973) è stato un direttore d'orchestra, compositore e pianista italiano.

## Biografia
Nato da una famiglia agiata della borghesia licatese, dopo gli studi ginnasiali al Regio ginnasio "Armando Diaz" conseguì il prestigioso diploma in Alta composizione e successivamente in strumentazione per banda presso il Regio Conservatorio Musicale di Palermo divenendo dapprima direttore della filarmonica "Petrella" (orchestra di archi e fiati) di Licata e poi (1929) della Scuola musicale municipale di Ispica. Al Conservatorio di Palermo assistette e seguì alcune lezioni del M° Alessandro Vessella.
Dal 1929 assunse il ruolo di direttore della Scuola musicale municipale e di Ispica (ancora Spaccaforno) ed al contempo fu direttore del Corpo bandistico. Fu insegnante di musica presso il Regio Avviamento di Ispica. Sviluppò e affinò le proprie doti compositive fino a livelli inusuali per l'epoca.
Intorno al 1935-1936 incontrò casualmente Pietro Mascagni in occasione di un soggiorno di questi in Sicilia, prima a Noto e poi a Ispica presso il convento dei frati minori. In quell'occasione Bellisario fu chiamato dal comune di Noto a dirigere il Corpo bandistico alla presenza di Mascagni. Quando, giorni dopo, Mascagni fu a Ispica, Bellisario ebbe modo di frequentare l'autore di Cavalleria rusticana. Fu insignito di medaglia d'oro da Vittorio Emanuele III attraverso la Casa musicale di Palermo per la composizione Gioventù Italica.
La sua arte compositiva è strettamente influenzata dalla musica d'opera dell'Ottocento, in particolare dalle opere di Donizetti, Bellini, Rossini e Verdi. I suoi principali obiettivi in musica furono la chiarezza del fraseggio, l'evidenza delle singoli voci contrappuntistiche e l'espressività del timbro. Nelle numerose marce funebri le forme sono ispirate, per linearità e costruzione, alla tradizione drammatica operistica romantica, con slanci ed accenti drammatici di grande valenza espressiva.
Nel 1926 sposò Rosa Incorvaia dalla quale ed ebbe sette figli, tra i quali il compositore e direttore d'orchestra Angelo Bellisario e del ex-sindaco di Ispica Quinto Bellisario. Muore a Milano nel 1973 durante una delicata operazione alla gola. Sulla tomba di Bellisario sono impresse le note iniziali della sua marcia più celebre SS. Cristo alla Colonna.

## Composizioni
Autore di numerose composizioni, Bellisario è l'autore dell'elegia funebre SS. Cristo flagellato alla Colonna, composta nel 1933 e utilizzata quale colonna sonora in molti film e cortometraggi, tra cui L'uomo delle stelle. Per questa Elegia funebre il Maestro Bellisario si ispirò alla festa del Giovedì Santo di Ispica, durante la quale viene portato in processione l'antichissimo simulacro del Cristo alla Colonna. Nel 1961, il regista Pietro Germi la scelse come colonna sonora per il suo film Divorzio all'italiana, ma Bellisario non accetta l'offerta del regista per "non contaminare la religiosità della sua opera".

### Elegia SS. Cristo alla Colonna
L'originalità del capolavoro bandistico SS.Cristo alla Colonna è essenzialmente attribuita a un'apertura composta da incipit da cui viene poi introdotto il tema principale dal tipico carattere di nenia cullante e dolorosa. Il celebre motivo principale di Cristo alla Colonna si ritiene abbia influenzato alcuni compositori moderni, tra i quali Nino Rota, Carlo Rustichelli, Ennio Morricone in alcune colonne sonore dei film ambientati in Sicilia: Il padrino, Divorzio all'italiana, La baronessa di Carini, In nome della legge, Il giorno della civetta. L'interludio drammatico è caratterizzato da una inquietudine dirompente che progredisce in una sezione di sospensione e di attesa lugubre e misteriosa. Altra caratteristica di Cristo alla Colonna è la marcata religiosità unita agli elementi liturgici di drammatica impostazione.
Nel settembre 2011 l'attore e regista Lando Buzzanca ha scelto Cristo alla Colonna per un film girato in provincia di Ragusa, dal titolo Lando Buzzanca: uno nessuno centomila. Durante le riprese del documentario di Buzzanca, l'elegia funebre di Bellisario è stata eseguita dal Corpo bandistico "Città di Ispica" diretto da Giovanni Amore.
Oggi Cristo alla Colonna, composta nel 1933, è una delle elegie più eseguite in tutta l'isola ed è considerata, unitamente alla marcia funebre di Chopin, a Una lacrima sulla tomba di mia madre di Vella, a Pianto Eterno di Quatrano e alla Jone di Petrella, un capolavoro indiscusso della letteratura funebre musicale bandistica.

### Altre composizioni

#### Marce per banda
- Viva il bicarbonato, marcia ufficiale della Polizia di Stato[4]
- A mio padre, 1932; (marcia funebre);
- Mater dolorosa, (marcia funebre);
- A mia madre 1930; (marcia funebre);
- SS. Cristo alla Cava 1950; (marcia funebre);
- Fasma (Gran marcia sinfonica);
- Hispicena 1935 (Marcia allegra) composta in occasione del mutamento di Spaccaforno in Ispica;
- Gioventù Italica (Marcia allegra)
- Rimembranze (marcia sinfonica);
- Anima d'artista;
- Primavera (Gran marcia sinfonica);
- Sicilianella (marcia caratteristica);
- Inno all'Impero (marcia);

#### Voce e pianoforte
- Fiorivano i mandorli (Voce e pianoforte);
- Perché mi guardate;
- Po di galateo;
- Anty;
- Asciugherò le tue lacrime;
- Canagliate;
- Estinto Fiore;
- Già sento il batticuor;
- Inno dei Suali catanesi;
- Nella Nella (canzone);
- Non ci pensare (Voce e pianoforte);
- Primavera d'amore (pianoforte);
- Sogni (voce e pianoforte).